# Operatie Yellow Ribbon
Operatie Yellow Ribbon (Frans: Opération ruban jaune) was een door Canada opgezette operatie om de massale omleidingen van het luchtverkeer, als reactie op de aanslagen op 11 september 2001 in de Verenigde Staten, in goede banen te leiden. Het doel van Canada was ervoor te zorgen dat potentieel destructief luchtverkeer zo snel mogelijk uit het luchtruim van de Verenigde Staten en uit de buurt van potentiële Amerikaanse doelen werd verwijderd. De vluchten werden daarom omgeleid naar verscheidene militaire en civiele luchthavens in voornamelijk de Canadese provincies Nova Scotia, Newfoundland en Labrador en Brits-Columbia, waar elk destructief potentieel beter zou kunnen ingeperkt en geneutraliseerd worden. Geen van de vliegtuigen bleek een bedreiging te zijn en de Canadezen verwelkomden duizenden gestrande passagiers totdat het Amerikaanse luchtruim werd heropend.
Canada begon de operatie nadat de Amerikaanse Federal Aviation Administration (FAA) de "Security Control of Air Traffic and Air Navigation Aids" (SCATANA) implementeerde, waardoor alle vliegtuigen in de Verenigde Staten werden gedwongen om te landen of verboden om op te stijgen – een nooit eerder geziene actie. De FAA werkte vervolgens samen met Transport Canada om binnenkomende internationale vluchten om te leiden naar luchthavens in Canada.
Tijdens de operatie werden alle vertrekkende vluchten – met uitzondering van politie-, militaire en humanitaire vluchten – geannuleerd, waardoor het Canadese luchtruim voor het eerst ooit gesloten was. Als gevolg van Operatie Yellow Ribbon werden bijna 250 vliegtuigen omgeleid naar 17 verschillende luchthavens in het hele land.

## Omleiding van vluchten
Halifax International Airport in Nova Scotia ontving het grootste aantal vliegtuigen (47), maar het was Vancouver International Airport in Brits-Columbia dat het grootste aantal passagiers ontving. 
Vooral de 38 burgervluchten die omgeleid werden naar Gander International Airport kregen later haast legendarische status. Opgeteld ging het immers om 6.122 passagiers en 473 crewleden die zo dagenlang terechtkwamen in Gander, een afgelegen Newfoundlandse gemeente met minder dan 10.000 inwoners. Een belangrijke reden dat net die luchthaven zo veel verkeer te verwerken kreeg, was mede te danken aan haar vermogen om grote vliegtuigen te kunnen afhandelen, maar vooral omdat Transport Canada en de Canadese luchtverkeersleiding piloten uit Europa instrueerde niet naar de luchthavens in de grote stedelijke centra, zoals Lester B. Pearson in Toronto en Montreal-Dorval, te vliegen. De hartelijke ontvangst en massale hulp die deze reizigers ontvingen van de inwoners van Gander zijn een van de meest gerapporteerde blije verhalen rond de aanslagen op 11 september 2001.

### Overzicht van de omleidingen
| Luchthaven                             | Luchthavencode | # Vliegtuigen |
| -------------------------------------- | -------------- | ------------- |
| Halifax International Airport          | YHZ            | 47            |
| Gander International Airport           | YQX            | 38            |
| Vancouver International Airport        | YVR            | 34            |
| St. John's International Airport       | YYT            | 21            |
| Winnipeg International Airport         | YWG            | 15            |
| Toronto Pearson International Airport  | YYZ            | 14            |
| Calgary International Airport          | YYC            | 13            |
| Greater Moncton International Airport  | YQM            | 10            |
| Montréal-Mirabel International Airport | YMX            | 10            |
| Stephenville International Airport     | YJT            | 8             |
| Canadian Forces Base Goose Bay         | YYR            | 7             |
| Montréal-Dorval International Airport  | YUL            | 7             |
| Edmonton International Airport         | YEG            | 6             |
| Hamilton International Airport         | YHM            | 4             |
| Whitehorse International Airport       | YXY            | 2             |
| Deer Lake Airport                      | YDF            | 1             |
| Yellowknife Airport                    | YZF            | 1             |
| Totaal                                 | Totaal         | 238           |

## Nasleep en herinnering
Als dank aan de mensen van Gander en Halifax voor hun steun tijdens de operatie heeft Lufthansa op 16 mei 2002 een nieuwe Airbus A340 gedoopt tot "Gander/Halifax". Dit was het eerste vliegtuig in de hele vloot van Lufthansa met een stadsnaam buiten Duitsland.